# Emily St. John Mandel

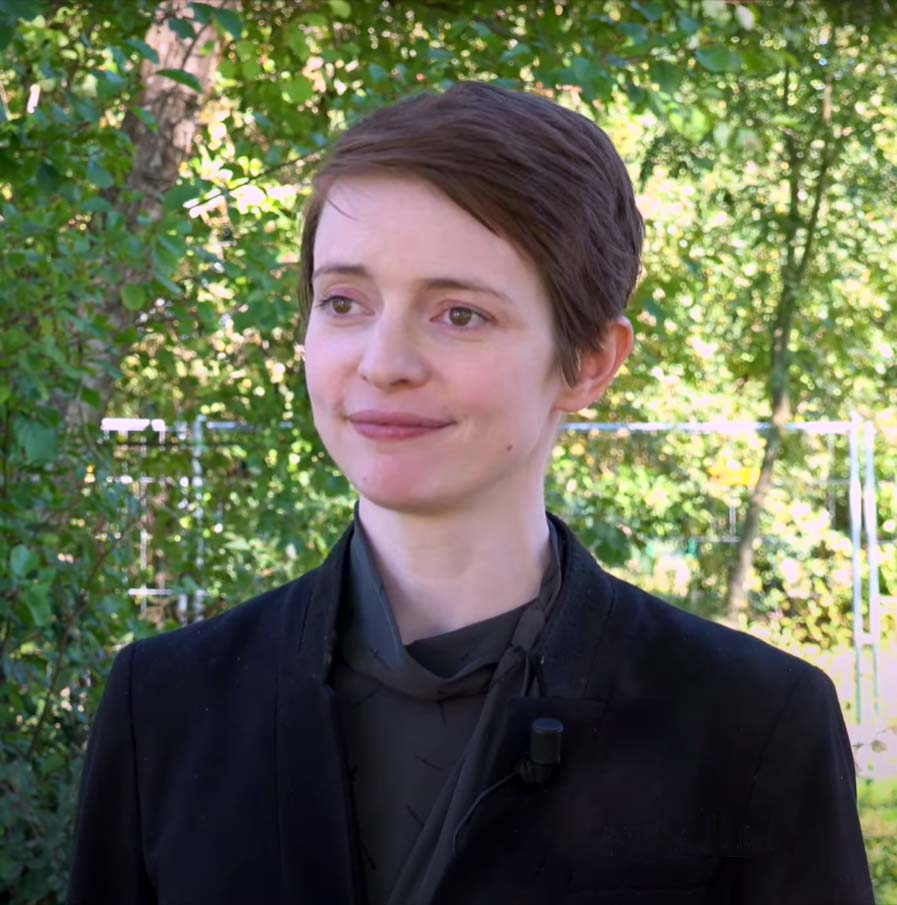
Emily St. John Mandel (2017)

Emily St. John Mandel (* 1979 in Comox, British Columbia) ist eine englischsprachige kanadische Schriftstellerin.

## Leben
Mandel ist auf Denman Island vor der Westküste British Columbias geboren und aufgewachsen. Sie ist das zweite von fünf Kindern. Ihr Vater war als Gas-Installateur und Klempner tätig und ihre Mutter arbeitete bei Wohltätigkeitsorganisationen, die sich in den Bereichen häusliche Gewalt und Obdachlosigkeit engagierten. Bis zu ihren 15. Lebensjahr wurde Mandel im Homeschooling unterrichtet.
Mit 18 Jahren zog sie nach Toronto, um Zeitgenössischen Tanz an der School of Toronto Dance Theatre zu studieren. Später lebte sie für kurze Zeit in Montreal, bevor sie schließlich nach New York zog und für das Online-Literaturmagazin The Millions schrieb. Sie war bis 2022 mit Kevin Mandel verheiratet und hat eine Tochter.

## Werk
Die ersten drei Romane Last Night in Montreal, The Singer's Gun und The Lola Quartet wurden noch nicht ins Deutsche übersetzt (Stand September 2023).
Das Licht der letzten Tage (Station Eleven) ist ihr vierter Roman. Nominiert wurde er für den National Book Award (USA), den PEN/Faulkner Award for Fiction (USA), den Baileys Women’s Prize for Fiction (UK) und den Sunburst Award (Kanada). Der Roman gewann 2015 den Arthur C. Clarke Award (UK) als auch den Toronto Book Award (Kanada). Der Roman wurde in 36 Sprachen übersetzt. Die Film- und Fernsehrechte wurden für eine sechsstellige Summe vom Produzenten Scott Steindorff erworben. Vom Showrunner Patrick Somerville, den John Mandel bereits aus der Zeit ihrer ersten drei Romane kannte, wurde der Stoff in eine zehnteilige gleichnamige Miniserie für den ehemaligen Streamingdienst HBO Max umgesetzt, die im Dezember 2021 Premiere hatte.
Der dystopische Roman spielt in der nahen Zukunft, in einer Welt, die von einer Virusepidemie entvölkert wurde. Er handelt von einer Wandertheatertruppe, die im Gebiet der nordamerikanischen Großen Seen von Ort zu Ort zieht, um Stücke und Musik von Shakespeare aufzuführen.
Ihr fünfter Roman, Das Glashotel (The Glass Hotel), stand auf der 2020er Liste der Lieblingsbücher von US-Präsident Barack Obama und auf der Shortlist des kanadischen Giller-Preis. Der Roman wurde in 23 Sprachen übersetzt. Zusammen mit Patrick Somerville arbeitete John Mandel auch am Drehbuch für die gleichnamige Serie, die ebenfalls für HBO Max produziert wird.
Das Meer der endlosen Ruhe (Sea of Tranquility) ist der sechste Roman von John Mandel. Er handelt vom Zeitreisenden Gaspery-Jacques Roberts. Autofiktional verarbeitet John Mandel im Roman sowohl ihre Zeit während der Corona-Pandemie als auch ihre Erfahrungen auf der Lesereise für Station Eleven, der sie in 14 Monaten zu 127 Lesungen in sieben Ländern brachte.
Der Roman kam auf der Bestsellerliste der New York Times auf Platz 2. Auch diesen Roman adaptiert John Mandel zusammen mit Patrick Somerville als TV-Serie für HBO.

„"Science Fiction muss sich real anfühlen, als seien Mondfahrten nichts anderes als Berufsverkehr"“

## Veröffentlichungen

### Romane
- Last Night in Montreal. Unbridled Books, Lakewood 2009, ISBN 978-1-4472-8002-6
- The Singer’s Gun, Unbridled Books, Lakewood 2010, ISBN 978-1-4472-8005-7
- The Lola Quartet, Unbridled Books, Lakewood 2012, ISBN 978-1-4472-8007-1
- Station Eleven. Alfred A. Knopf, New York 2014, ISBN 978-0-385-35330-4.
  - Übers. Wibke Kuhn: Das Licht der letzten Tage. Piper, München 2015, ISBN 978-3-492-06022-6.
- The Glass Hotel. Alfred A. Knopf, New York 2020, ISBN 978-0-525-52114-3.
  - Übers. Bernhard Robben: Das Glashotel. Ullstein, Berlin 2021, ISBN 978-3-550-20182-0.
- Sea of Tranquility. Alfred A. Knopf, New York 2022, ISBN 978-1-5247-1217-4.
  - Übers. Bernhard Robben: Das Meer der endlosen Ruhe. Ullstein, Berlin 2023, ISBN 978-3-550-20215-5.[13]

### Kurzgeschichten
- The Chameleon Machine, in: The Late American Novel: Writers on the Future of the Book, Hrsg. Jeff Martin und C. Max Magee, (2011) ISBN 978-1-59376-404-3
- Drifter, in: Venice Noir. Hrsg. Maxim Jakubowski, Akashic (2012) ISBN 978-1-61775-073-1
- Drifter, in: The Best American Mystery Stories 2013, Hrsg. Lisa Scottoline, Houghton Mifflin Harcourt (2013) ISBN 0-544-31953-2
- Long Trains Leaving, in: Goodbye To All That: Writers on Loving and Leaving New York, Hrsg. Sari Botton, Seal Press (2013) ISBN 978-1-58005-494-2
- The Violist, in: Imaginary Oklahoma. Hrsg. Jeff Martin, This Land Press (2013) ISBN 978-1-4800-3629-1
- Mr. Thursday, in: Slate (16. März 2017). Nachdruck in Out of the Ruins, Hrsg. Preston Grassmann, Titan Books (2021) ISBN 978-1-78909-739-9

## Auszeichnungen
- 2015: Arthur C. Clarke Award für Station Eleven – Preisträgerin
- 2015: Toronto Book Award für Station Eleven – Preisträgerin
- 2015: National Book Award mit Station Eleven – Nominierung (Shortlist)
- 2015: PEN/Faulkner Award for Fiction mit Station Eleven – Nominierung
- 2015: Baileys Women’s Prize for Fiction mit Station Eleven – Nominierung
- 2015: Sunburst Award mit Station Eleven – Nominierung